# Thierry Jaspart
 (avril 2022).
 (avril 2022).
 (avril 2022).
Thierry Jaspart, né à Eupen en Belgique,en mai 1986, est un artiste visuel belge.

## Activités

### Illustration
Dès 2008, Thierry Jaspart expose et publie ses illustrations,, et s'oriente progressivement vers le street art et l'art conceptuel.

### Street art
Il est investi dans les campagnes de stickers Bizarre Love Triangle et J'existe,,.

### Belgium's Got Talent
Il présente deux performances absurdes dans l'émission Belgium's Got Talent en 2013, et en 2014,.

### Marque de vêtements J'existe.
Avec son collègue Jérémy Vandenbosch, il fonde la marque de vêtements J'existe. en 2017,,,.

### Art conceptuel
Il réalise depuis 2018 de courtes vidéos conceptuelles, souvent sur le thème du graffiti ou de l'absurde, filmées à l'aide d'un vieux caméscope,,.

### Organisation d'événements
Il organise occasionnellement des événements conceptuels. En 2018, il imagine et met sur pied La Grande Communion, un festival d'un soir à Liège durant lequel tous les intervenants (musiciens et conférenciers) se produisent en même temps sur la même scène, produisant une impression de chaos et de cacophonie. Y participent notamment Vincent Flibustier, Edgar Szoc, Damien Ernst, Cédric Gervy et David Leloup.

### Chien Chiant
En 2020, il crée Chien Chiant, un groupe de néofolk écologiste qui n'enregistre pas de musique et qui ne se produit pas en concert pour limiter son empreinte carbone. Il propose néanmoins à la vente des disques d'autres artistes sur lesquels il appose simplement le logo de Chien Chiant,.

### Diamant Palace
En 2022, il apparait dans Diamant Palace, une web-série belge sur l'écologie réalisée par Le Biais Vert.